# Mayu Crossley
Mayu Crossley (jap. クロスリー 真優, Crossley Mayu; * 15. Juni 2006) ist eine japanische Tennisspielerin.

## Karriere
Crossley spielt überwiegend Turniere auf der ITF Women’s World Tennis Tour, bei der sie bislang einen Einzeltitel gewonnen hat.
2022 siegte Crossley bei der Orange Bowl.
2023 schied sie bei den Australian Open im Juniorinneneinzel bereits in der ersten Runde mit 1:6 und 2:6 gegen Rebecca Munk Mortensen aus. Im Juniorinnendoppel verlor sie mit Partnerin Ariana Anazagasty-Pursoo ebenfalls bereits in der ersten Runde. Im März erreichte sie mit Platz sieben in der ITF-Juniorinnenrangliste ihr bislang höchstes Ranking. Bei den French Open erreichte sie im Juniorinneneinzel das Viertelfinale und im Juniorinnendoppel trat sie mit Partnerin Kaitlin Quevedo zum Erstrundenmatch nicht an. In Wimbledon trat sie sowohl im Juniorinneneinzel als auch im Juniorinnendoppel verletzungsbedingt nicht an. Bei den US Open zog sie im Juniorinneneinzel an Position fünf gesetzt zurück.

## Turniersiege

### Einzel
| Nr. | Datum        | Turnier | Kategorie | Belag | Finalgegnerin  | Ergebnis      |
| --- | ------------ | ------- | --------- | ----- | -------------- | ------------- |
| 1.  | 18. Mai 2025 | Orlando | ITF W15   | Sand  | Francesca Pace | 6:1, 2:6, 6:4 |

## Abschneiden bei Grand-Slam-Turnieren

### Juniorinneneinzel
| Turnier         | 2023 | Karriere |
| --------------- | ---- | -------- |
| Australian Open | 1    | 1        |
| French Open     | VF   | VF       |
| Wimbledon       | –    | —        |
| US Open         | –    | —        |

Zeichenerklärung: S = Turniersieg; F, HF, VF, AF = Einzug ins Finale / Halbfinale / Viertelfinale / Achtelfinale; 1, 2, 3 = Ausscheiden in der 1. / 2. / 3. Hauptrunde; nicht ausgetragen

### Juniorinnendoppel
| Turnier         | 2023 | Karriere |
| --------------- | ---- | -------- |
| Australian Open | 1    | 1        |
| French Open     | –    | —        |
| Wimbledon       | –    | —        |
| US Open         | –    | —        |